# Рио-Чико (департамент, Санта-Крус)
Департамент Рио-Чико  (исп. Departamento de Río Chico) — департамент в Аргентине в составе провинции Санта-Крус.
Территория — 34262 км². Население — 7014 человек. Плотность населения — 0,21 чел./км².
Административный центр — Гобернадор-Грегорес.

## География
Департамент расположен на западе провинции Санта-Крус.
Департамент граничит:
- на севере — с департаментом Лаго-Буэнос-Айрес
- на востоке — с департаментом Магальянес
- на юге — с департаментами Лаго-Архентино, Корпен-Айке
- на западе — с Чили

Озёра: Стробель, Кирога, Кардьель и другие.

## Административное деление
Департамент включает 2 муниципалитета:
- Гобернадор-Грегорес
- Иполито-Иригоен

## Важнейшие населенные пункты[4]
| № | Населённый пункт    | Населённый пункт (исп.) | Категория | Население чел. (2010) | На карте                        |
| - | ------------------- | ----------------------- | --------- | --------------------- | ------------------------------- |
| 1 | Гобернадор-Грегорес | Gobernador Gregores     | город     | 4497                  | 48°44′58″ ю. ш. 70°14′54″ з. д. |
| 2 | Иполито-Иригоен     | Hipólito Yrigoyen       | поселок   | 266                   | 47°33′57″ ю. ш. 71°44′31″ з. д. |
| 3 | Бахо-Караколес      | Bajo Caracoles          | поселок   | 33                    | 47°26′34″ ю. ш. 70°55′36″ з. д. |